# Aguacatitla, San José Tenango
Aguacatitla är en ort i Mexiko.   Den ligger i kommunen San José Tenango och delstaten Oaxaca, i den sydöstra delen av landet, 290 km sydost om huvudstaden Mexico City. Aguacatitla ligger 920 meter över havet och antalet invånare är 507.
Terrängen runt Aguacatitla är kuperad åt sydväst, men åt nordost är den bergig. Runt Aguacatitla är det ganska tätbefolkat, med 86 invånare per kvadratkilometer. Närmaste större samhälle är Huautla de Jiménez, 13,2 km sydväst om Aguacatitla. I omgivningarna runt Aguacatitla växer i huvudsak städsegrön lövskog.